# Metropolia Douala
Metropolia Douala − jedna z 5 metropolii obrządku łacińskiego w kameruńskim Kościele katolickim ustanowiona 18 marca 1982 roku.

## Diecezje wchodzące w skład metropolii
1. Archidiecezja Douala
2. Diecezja Bafang
3. Diecezja Bafoussam
4. Diecezja Edéa
5. Diecezja Eséka
6. Diecezja Nkongsamba

## Biskupi metropolii
- Metropolita: Ks. Abp Samuel Kleda (od 2009) (Duala)
- Sufragan: Ks. Bp Abraham Kome (od 2012) (Bafang)
- Sufragan: sede vacante (od 2021) (Bafoussam)
- Sufragan: Ks. Bp Jean-Bosco Ntep (od 2004) (Edéa)
- Sufragan: Ks. Bp François Achille Eyabi (od 2021) (Eséka)
- Sufragan: Ks. Bp Dieudonné Espoir Atangana (od 2012) (Nkongsamba)